# Ben Hall (Sänger)
Ben Hall (* 13. Juni 1924 in Alvord, Texas) ist ein US-amerikanischer Country-Sänger. Er ist Urheber des Songs Blue Days – Black Nights, der später von Buddy Holly aufgenommen wurde.

## Leben
Seine Karriere startete Ben 1949 bei dem Talent Label in Dallas. Er arbeitete bei zahlreichen Radiostationen in Texas. 1951 zog Hall nach Lubbock, wo er mit seiner Frau Dena (Bass) und Weldon Myrick (E-Gitarre, Steel Guitar) die Country Drifters gründete und bei dem Sender KSEL Auftritte bestritt. Mit dem jungen und damals noch unbekannten Buddy Holly spielte er des Öfteren zusammen. 1956 machte Hall bei Cord eine weitere Single, Moo Mama. Dieser Titel, im Rockabilly-Stil gehalten, gilt heute als einer der bekanntesten Texas Rockabilly-Songs. Es folgten weitere Rockabilly-Titel wie Be Bop Ball. Ende der 1950er Jahre nahm Hall bei dem Gaylo-Label auf.
2003 wurde von Rollercoaster Records die CD Country Ways and Rockin’ Days mit 28 Songs von Hall herausgegeben.

## Diskografie
| Jahr | Titel | Plattenfirma   |
| ---- | --- | -------------- |
| 1949 | Stormy Skies / Driftwood On The River | Talent Records |
| 1955 | Moo Mama / Drifting Along | Cord Records   |
| 1958 | Only 17 / Season For Love | Gaylo Records  |
| 1959 | Don’t Ask Me Way / Late Hours | Gaylo Records  |
| 1960 | Blue Days – Black Nights / Even Tho’ I Know You’re Gone | Gaylo Records  |
|      | - Be Bop Ball - All From Loving You - Before You Begin - Crying On my Shoulder - Gunfighter’s Fame - Hanging Around - Hiding Alone - I'd Give Anything - I’ll Never Be The Same - I’m Still Hanging Around - Johnny Law - Make Believe - Rose Of Monterrey - Sleepless Nights - So Close - Weeping Willow - Won’t You Be Mine - You’re Here In My Mind - Waitin' (On The Steps an School) | unbekannt      |